# チーターマン
『CHEETAHMEN』（チーターマン）は、Active Enterprisesが発売した横スクロールのアクションゲームシリーズ。

## 概要
正式には『チーターマン』というゲームソフトは単品で存在せず、1991年発売のミニゲームコレクション『Action 52』に52番目のゲームとして収録されて発売された。1992年には続編である『Cheetahmen II（チーターマン2）』が開発されたが、公式には発売されていない。また、ファミコンの欧米版であるNintendo Entertainment Systemでの発売で、日本国内での一般的な流通は無い。北米版メガドライブであるジェネシス版も存在する。3頭の擬人化されたチーター（チーターマン）を操作して、それぞれ異なった武器を使いゲームを進めていく、ということがシリーズ通しての共通点である。
シリーズ通してバグの多さとゲームクリアの条件の異常さが目立つ作品となっている。また、この作品群の発売年度はコンピューターゲームが世に出回り始めた黎明期ではなく、『ストリートファイターII』『ソニック・ザ・ヘッジホッグ』『スーパーマリオカート』などと同時期の、それなりに技術が成熟していた時代の作品である。メーカーはチーターマンを用いたキャラクター商法を構想してアクションフィギュアの販売などを予定していたようだが、現実にはそれらはリリースされなかった。
日本国内ではまったくの無名だったが、ニコニコ動画にプレイ動画がアップロードされたことがきっかけで知られることとなった。

## 歴史

### アクティブ・エンタープライゼス社
1989年、アメリカ合衆国のヴィンス・ペリ(Vince Perri)とラウル・ゴミラ(Raul Gomila)が、バハマ国にアクティブ・エンタープライゼス(Active Enterprises)という会社を設立。コンシューマーゲームを作り始めた。
1991年、アクティブ・エンタープライゼスは『Action52』というオムニバスゲームを制作し、NES用ソフトとして任天堂に無許可で199ドルという値段で発売した。本ソフトに収録された52のゲーム群の中で、代表とされたゲームが『チーターマン』だった。このソフトには『チーターマン』のコミックスの小冊子がおまけについていた。テレビCMまで制作・放映したにもかかわらず、このゲームは売り上げを伸ばすことができず、会社は倒産寸前になる。
1992年、『チーターマンII』をNESソフトとして開発。しかし、低い完成度のため販売までは至らなかった。
1993年、ジェネシス（メガドライブ）用のソフトとして『Action 52』を製作し、セガに無許可で販売する。ゲーム内容のほとんどが一新され、グラフィックやシステムが向上したが、売り上げは伸びなかった。
1994年には3.2インチの液晶を搭載し、外部アダプタを介してファミコン、スーパーファミコン、メガドライブ、CD-ROMドライブと接続できる携帯ゲーム機「Action Game Master」の構想を発表。ただし、いずれも対応するゲーム機の発売元に了承を得ていた事実は確認されていない。その後、製品化されていた未発売の『チーターマンII』の在庫を1,500本抱えたまま、アクティブ・エンタープライゼスは倒産した。

### チーターマンII
1996年、Sean Rocheという人物がアクティブ・エンタープライゼスの倉庫跡地に放置されていた『チーターマンII』のカートリッジ1,500本を発掘。ニュースグループにて同作を買い取ってくれるバイヤーを求める記事を投稿する。
1997年、Sean Rocheから1本につき1ドルでカートリッジを買い取ったAdamというバイヤーにより、『チーターマンII』が非公式に発売される。このソフトはコレクターたちによって貴重なものとして扱われ、インターネットオークションでは70ドルもの価格がつけられた。
2007年6月13日、『チーターマンII』のプレイ動画が日本の動画投稿サイト「ニコニコ動画」に初めて投稿されたが、この時は全く話題にならなかった。しかし、その約4か月後に投稿された動画が話題となり、ニュースサイトでも取り上げられた。動画再生回数は200万回以上を記録し、有志によって同人誌なども制作された。動画は著作権を無視してアップロードされていたため、ニコニコ動画を運営するドワンゴは権利関係をクリアするために開発者の1人とコンタクトを取ったもののあまりいい反応はされなかったようで、ドワンゴ事業本部事業企画部の田中隆介は「米国にある開発会社はすでに消滅してまして、その二人のうち一人とコンタクトが取れたんですが……。もう過去のことは忘れたいみたいでしたね（笑）」と語った。。

## ゲーム内容

### action 52
初代『チーターマン』は52本のミニゲームが一本のソフトにまとめられた『action 52』というゲームソフトの52番目のソフトとして組み込まれている。ミニゲームは基本的にシューティングゲームとアクションゲームで構成されており、中には弾丸を発射しっぱなしにしていると一切敵が出てこないゲームや、ゲームがスタートした瞬間に障害物に衝突して死亡する、クリア条件が明確ではない、起動すらしない、といった代物も存在する。ほとんどのゲームには2プレイヤーモードが搭載されており、対戦を意識した作りのソフトも見受けられる。
『action 52』のミニゲーム中に使われているグラフィックや効果音はソフトごとに使いまわしの物が多く、『チーターマン』内にも他の作品に登場したキャラクターがグラフィックそのままに登場するため、世界観やサイズ比較にギャップがある。一方で、各ゲームに収録されているBGMは一部の層に高く評価され、『チーターマン』に至ってはニコニコ動画上で多数のアレンジ曲が作られるほどの人気がある。

### チーターマン（初代）
初代『チーターマン』は『action 52』の一編である。『チーターマンII (2)』との区別のため『チーターマン1』と呼ばれることが多い。
ゲームをしていた男性（アクションマスター＝プレイヤー）がいきなり画面の中に吸い込まれ、チーターマン3兄弟と共に悪の科学者モービス率いる軍団と闘うことになるというストーリー。ただし、ゲーム中にアクションマスターは一切登場しない。あくまでアクションマスター（プレイヤー）はチーターマンたちを操作して導くという形で彼らに協力することになる。
2面ごとに使用キャラが変わり、1・2面は三男のアリエス、3・4面は二男のヘラクレス、5・6面は長男のアポロをそれぞれ操作する事になる。『チーターマン』は通常の横スクロール面の他、ベルトスクロール面や多数の隠し部屋が存在するなど、総じて『チーターマンII』よりは作り込まれている。
『action 52』のソフトにはチーターマンのコミックが付属しており、チーターマン出生の秘密などといったゲームだけでは知る事のできない情報を補完できるようになっている。

### チーターマンII
NES版として開発された。本作は純粋に単品として製作されたようである。チーターマンを作ったモービス博士が新たな刺客エイプマンを創造し、失敗作であるチーターマンを抹殺しようと企んだため、三兄弟が再び博士に立ち向かうこととなった、というストーリー。
初代とは異なり、横スクロールステージのみで構成されている。2面ごとにキャラが交代するなどの点は前作と同じだが、本作では長男のアポロから順に操作していくこととなる。また、バグでラスト2ステージをプレーする事ができない。未発売のソフトだけあり、未解明部分も数多く存在する。ニコニコ動画上で最初にブレイクしたのはこの「2」の方であり、知名度としてはこちらのほうが高い。

### ジェネシス版action 52とチーターマン
ジェネシス版action 52の収録ソフトの中には、タイトルが『action 52』なのにもかかわらずパズルゲームやお絵かきソフト、脳トレ物も収録されており、それらもゲームとしてナンバリングされている。
ジェネシス版『action 52』にもチーターマンが収録されている。このゲームは森の木の上にいるオリに入れられたチーターの子供を助けるゲームになっており、他の二作とは雰囲気が全く違う。ハードがメガドライブということでグラフィックはNES版より大きく向上しているが、前作同様に操作性が悪い上に敵に触れるか落ちるかすると即死のため、評価はあまり高くない。
ジェネシス版では『チーターマン』はメインとしては据えられておらず、13番目のゲームソフトとして収録されている。
全体的なゲームの質はNES版『action 52』よりも大幅に向上していたが、売り上げはあまり良くなかった。

## ゲームのキャラクター

### チーターマン
本作の主人公となるチーターのミュータント戦士たち。
彼らは元々普通のチーターだったが、幼い頃に母親チーターを銃殺したドクター・モービスによって研究所に連れ去られ、そこで遺伝子操作実験を受けてミュータント戦士チーターマンとなる。その後ドクターモービスの元で育てられた彼らはモービスの世界征服計画に加担するよう命じられたが、彼らはそれを拒み脱走。母親の敵討ちとモービスの野望の阻止のために戦う事を決意し、アクションマスターと共に強大な悪と戦う正義のヒーローである。
長男：アポロ
弓使い。三人のリーダーであり、博識。『1』の5・6面と『2』の1・2面、ジェネシス版のレベル2で登場。高性能なクロスボウを武器とし、遠距離攻撃を行うことができる。1プレイヤーと2プレイヤーで矢の発射位置が異なる。
次男：ヘラクレス
空手が得意で三人の中では一番大きな体をしている。外見とは裏腹に心優しい性格をしている。『1』と『2』の3・4面とジェネシス版のレベル1で登場。

三男：アリエス
棍棒使い。兄弟のなかでは一番の小柄で、素早さを生かした行動を得意とする。『1』の1・2面と『2』の5・6面とジェネシス版のレベル3で登場。『チーターマン2』ではバグのため通常使うことは不可能。
ARIESはおひつじ座のことで、ラテン語ではアリエス、英語ではエアリーズと読む。CMではヘラクレスからエアリーズと呼ばれていた。ほかの兄弟たちの名前がギリシア神話の神々の名前であり、本来はアレス (Ares) という名称だったのをスペルミスした可能性が指摘されている。ただし、おひつじ座は最高位神ゼウスから遣わされた黄金の毛の羊であり、ギリシア神話に関連した名である。開発元の会社がすでに倒産しているため、意図的なのか間違いなのかは現在となっては不明である。

### ドクター・モービスの軍団
ドクター・モービスを筆頭とする悪の軍団。世界征服の作戦を拒んで脱走したチーターマンたちの命を狙う。

#### 『1』に登場する敵
「ジ・ハイエナ」「ホワイト・ライノ」「スカベンジャー」「エイプマン」はチーターマン同様に擬人化されたキャラクターとして登場する。ただしそのほかの敵キャラクターは、説明書に「それまでの51のゲームからやってきた悪者たちと戦え」と記述があるとおりに、『action 52』に登場した他のゲームのキャラクターの使い回しがほとんどである。そのため、一部を除いて記述は省略した。また下記の3体のボスキャラはメガドライブ版では通常の敵キャラとして登場する。
ジ・ハイエナ
モービスに造られたハイエナ型戦士。2面に登場し、飛び跳ねながらの体当たり攻撃を得意とする。
ホワイト・ライノ
モービスに造られたサイ型戦士。4面に登場し、ツノを利用した突進攻撃を得意とする。
スカベンジャー
モービスに造られたハゲタカ型戦士。6面に登場する。これを倒すと通常のクリアと同様に初期画面にとばされてしまう。また、初期画面に飛ばされずに二匹目が出てくるというパターンも存在する。

#### 『2』に登場する敵
『チーターマン1』と違い、『チーターマン2』に登場する敵は動物や虫などのナチュラルな物をモチーフにしたものがほとんどで、前作の多様な敵キャラのレパートリーと比較して、雰囲気が統一されている。なお、名称の無い敵キャラは仮の名前で記載する。
ドクター・モービス
チーターマンなどのミュータント戦士を作った悪の科学者。『2』では2面でボスとして登場。
エイプマン
モービスがチーターマンを倒すために新たに作ったサル型戦士。体当たり攻撃を仕掛けてくる。トリッキーな動きが特徴。『2』の4面にボスとして登場。バグにより5・6面が出ないため、事実上のラスボスという扱いになる。
2のオリジナル版
端に行くと帰ってこず、その時点でリセット以外方法はなくなる
2の復刻版
帰ってくるようになっている。また、倒すと、5・6面が出るようになっている
サイゴア
ドクター・モービスの助手。隻腕の男。『2』のラストステージに登場するが、バグでそのステージが登場しないため、その姿は『action 52』の付属コミックか、ロムデータに改造を加えることでしか見ることが出来ない。
ミミズ（蛇?）
波線状の敵。弓による迎撃はほぼ不可能で、倒すのには困難を極める。
竜巻
Dr.モービスが作った気象兵器で、チーターマンたちの背丈ほどの竜巻。通常の攻撃で破壊できる。
鳥
直進してくる緑色の鳥。高所からチーターマンに突撃してくる。
犬
灰色の犬。直進してチーターマンに突撃してくる。
透明剣士（?）
体の大半はまったく見えないが、帽子や靴などを着用している。刀剣を持っている。
虫（?）
背の低い茶色の昆虫のような生物。鼻がゾウのように下にペロンと下がっており、水色の巨大な目玉を持つが、なにをモチーフにしているのかは不明。すこし背の高い足場があると、不具合により貫通してそのまま通り抜ける事もある。
ハチ
見た目そのままハチではあるが、直進的な突進以外の攻撃は持たない。
トカゲ
二足歩行のトカゲ。ステージ2に登場する。

## ゲーム内のバグと仕様
チーターマンシリーズ（特に『2』）では、ゲーム内のバグが多い。だがこれらは本当にバグなのか、それとも意図した仕様なのかはハッキリしていないものも含まれる。